# Československá basketbalová liga žen 1957/1958
Československá basketbalová liga žen 1957/1958 byla nejvyšší ligovou basketbalovou soutěží žen v Československu. Počet družstev byl 12. Titul mistra Československa získal tým Spartak Praha Sokolovo, na druhém místě se umístil klub Slovan Orbis Praha a na třetím Lokomotíva Bratislava.
- Spartak Praha Sokolovo (trenér Miloslav Kříž) v sezóně 1957/58 získal 6. titul mistra Československa (z 23 celkem). Jeho hráčky patřily mezi opory reprezentačního družstva Československa.

Konečné pořadí ligy 

1. Spartak Praha Sokolovo (mistr Československa 1958) - 2. Slovan Orbis Praha - 3. Lokomotíva Bratislava - 4. Slovan ÚNV Bratislava - 5. Slavia Žabovřesky Brno - 6. Slavia VŠ Praha - 7. Lokomotíva Liberec - 8. Lokomotíva Ústí nad Labem - 9. Slávia Prešov - další 3 družstva sestup z 1. ligy: 10. Slovan Orbis Praha "B" - 11. Jednota Košice - 12. Dynamo Pardubice

## Systém soutěže
- Všechna družstva hrála dvoukolově každý s každým (doma - venku), každé družstvo 22 zápasů.

| Poř. | Tým                       | Z  | V  | P  | Skóre     | Body |
| ---- | ------------------------- | -- | -- | -- | --------- | ---- |
| 1.   | Spartak Praha Sokolovo    | 22 | 21 | 1  | 1567:1009 | 43   |
| 2.   | Slovan Orbis Praha        | 22 | 19 | 3  | 1668:1169 | 41   |
| 3.   | Lokomotíva Bratislava     | 22 | 16 | 6  | 1461:1100 | 38   |
| 4.   | Slovan ÚNV Bratislava     | 22 | 16 | 6  | 1435:1217 | 38   |
| 5.   | Slavia Žabovřesky         | 22 | 15 | 7  | 1687:1341 | 37   |
| 6.   | Slavia VŠ Praha           | 22 | 12 | 10 | 1288:1196 | 34   |
| 7.   | Lokomotiva Liberec        | 22 | 8  | 14 | 1357:1509 | 30   |
| 8.   | Lokomotíva Ústí nad Labem | 22 | 7  | 15 | 1247:1546 | 29   |
| 9.   | Slávia VŠ Prešov          | 22 | 5  | 17 | 1180:1498 | 27   |
| 10.  | Slovan Orbis Praha "B"    | 22 | 5  | 17 | 1131:1450 | 27   |
| 11.  | Jednota Košice            | 22 | 5  | 17 | 1102:1512 | 27   |
| 12.  | Dynamo Pardubice          | 22 | 3  | 19 | 980:1556  | 25   |

## Sestavy (hráčky, trenéři) 1957/1958, 1958/1959
- Spartak Praha Sokolovo: Hana Kopáčková-Ezrová, Milena Vecková-Blahoutová, Ludmila Ordnungová-Lundáková, Jiřina Štěpánová, Helena Adamírová-Mázlová (1958), Eva Myslíková-Stehnová (1959), Fárová-Holubová, Doležalová, Lódrová-Janďourková, Šustová, Paličková, Eva Hegerová-Šuckrdlová (1959), Miškovská. Trenér Miloslav Kříž
- Slovan Orbis Praha: Dagmar Hubálková, Jaroslava Dubská-Čechová, Eva Křížová (Škutinová-Dobiášová), Stanislava Theissigová-Hubálková, Hana Myslilová-Havlíková, Helena Adamírová-Mázlová (1959), Eva Hegerová-Šuckrdlová (1958), Jaroslava Majerová-Ŕepková, Libuše Kociánová-Bolečková, M. Kasová, Havlíčková, Štercová. Trenér Svatopluk Mrázek
- Slavia Žabovřesky: Miroslava Štaudová-Tomášková, Věra Horáková-Grubrová, Julie Žižlavská-Koukalová, Jaroslava Súkaná-Mohelská, Jiřina Holešovská, O. Mikulášková, Cihlářová, Koutná, Lautererová, Štarková, Kamašová-Zezulová, Lautererová, M. Čihalová-Böhmová. Trenér Jiří Štaud
- Lokomotiva Bratislava: Antonína Nováková-Záchvějová, Valéria Tyrolová, Marta Tomašovičová, Helena Zvolenská, Helena Strážovská-Verešová, Javorská, Kluvánková-Vranková, Gazdíková-Dohňanská, Ocelíková, Gašparovičová, Horáková, Reltovová, Hazafíová, Ševčíková, Bihelerová, Haviarová, Macková, Koblíšková, Puobišová. Trenér Ján Hluchý
- Slovan ÚNV Bratislava: Olga Blechová-Bártová, Hana Veselá-Boďová, Zlatica Mílová, Edita Uberalová-Príkazská, Zora Staršia-Haluzická, Věra Zedníčková-Ryšavá, Fingerlandová-Smetanová, Meszárošová, Hájeková-Sucháňová, Grófová, Glesková-Mrázová, Pavlíková, Samková. Trenér Kurt Uberal
- Slavia Praha ITVS: Jarmila Šulcová-Trojková, Radka Matoulková-Brožková, Alena Dolejšová-Plechatová, Černá, Chudá, Zívrová, Novotná, Kotálová, Kopecká, Saiverová, Raková, Augustínová, Frančíková, Maliarová. Trenér Lubomír Dobrý
- Lokomotíva Liberec: Zdeňka Kočandrlová-Moutelíková, Sylva Richterová, V. Kvíčalová, I. Kvíčalová, Mrázová, Pecinová, Holáková, Seiharová, Klazarová, Andrová, Miřatská. M. Stocková-Kasová, Nováková. Trenér L. Hampl
- Lokomotíva Ústí n/L: Eva Myslíková-Stehnová, Novotná, Jana Šubrtová, Petrová, Pavlousková, Slavíková, Pintířová, Samková, Alena Holanová, Pacovská, Jarešová, Halamová, Hauptmannová, Ryglová, Dlouhá, Žaludová, Sekničková. Trenér Květoslav Soukup
- Slávia VŠ Prešov: Mariánová, Čajková, T. Sabariošová-Fabiánová, E. Fabiánová, Tomanóczyová, Grečnerová, Siváková-Koperdáková, Manicová, Kahancová, Kopolovičová, Belušová, Stanová-Jacková, Štefanková, V.Fabiánová, Manková, Baránková, Košúthová. Trenér M. Kvolek
- Slovan Orbis Praha "B": Vlasta Brožová-Šourková, Mayerová-Paulová, Rutová, Machovská, Libuše Kociánová-Bolečková, Křížová, Luttnová, Richtrová, Vandasová. Trenér Ludvík Luttna
- Jednota Košice: Kudernáčová-Bédová, Šostáková-Lešková, Lacknerová, Pásztorová, Badzigová, Kavková-Griegerová, Poláková, Železníková, Morávková, Nováková, Magyarová, Tresová. Trenér F. Novák
- Dynamo Pardubice: Poláčková, Kučerová, Janebová, Marečková, M. Semerádová, Bervínková, Kalhousová, Bartáková, Pátková, Francová, Nováková, Hořínková, Běhonková, L. Semerádová. Trenér Z. Chvíla
- Tatran Ostrava: A. Böhmová-Vejsová, Lendlová-Jeništová, Sobotová-Horká, Křížková, Borovcová, Ratajová, Měrková, Chocholáčová-Nováková, Dorotíková. Trenér M. Moučka
- Lokomotíva Prievidza: Valéria Cagáňová, Oľga Pivovarová, Eva Oravcová, Milica Pasovská-Jakabová, Oľga Pauleová, Alica Schmidtová, Marta Branišová, Viera Cabalová, Margita Cígerová, Madléna Tallová-Kováčová, Magda Filipová, Eleonóra Pasovská-Merwartová. Trenér Juraj Pasovský[1]
- Dynamo Praha: Marta Kreuzová-Melicharová, Zdeňka Ladová-Kopanicová, Wierrerová, Kaucká.

## Zajímavosti
- Mistrovství světa v basketbalu žen 1957 (Rio de Janeiro), Brazílie, v říjnu 1957 za účasti 12 družstev. Konečné pořadí: 1. USA, 2. Sovětský svaz, 3. Československo, 4. Brazílie. Československo na MS 1957 hrálo v sestavě: Helena Adamírová-Mázlová 141 bodů /9 zápasů, Dagmar Hubálková 112 /9, Jaroslava Dubská-Čechová 86 /9, Eva Křížová (Škutinová-Dobiášová) 73 /9, Zdeňka Kočandrlová-Moutelíková 66 /7, Milena Vecková-Blahoutová 38 /7, Jarmila Šulcová-Trojková 35 /7, Hana Kopáčková-Ezrová 18 /2, Hana Myslilová-Havlíková 16 /5, Ludmila Ordnungová-Lundáková 15 /5, Jiřina Štěpánová 6 /2, Valeria Tyrolová 3 /1, celkem 609 bodů v 9 zápasech (7 vítězství, 2 porážky). Trenér: Lubomír Dobrý
- Mistrovství Evropy v basketbale žen 1958 se konalo v Polsku (Lodž) v květnu 1958 za účasti 10 družstev. Mistrem Evropy bylo Bulharsko', 'Sovětský svaz na 2. místě, Československo na 3. místě, Jugoslávie na 4. místě. Československo na ME 1958 hrálo v sestavě: Jarmila Šulcová-Trojková 64 bodů /7 zápasů, Milena Vecková-Blahoutová 56 /6, Zdeňka Kočandrlová-Moutelíková 46 /6, Stanislava Theissigová-Hubálková 44 /7, Helena Adamírová-Mázlová 39 /5, Ludmila Ordnungová-Lundáková 34 /6, Věra Horáková-Grubrová 29 /5, Jaroslava Dubská-Čechová 24 /5, Eva Křížová (Škutinová-Dobiášová) 23 /6, Antonína Záchvějová-Nováková 21 /2, Valéria Tyrolová 8 /2, Eva Myslíková-Stehnová 5 /2, celkem 393 bodů v 7 zápasech (5 vítězství, 2 porážky). Trener Svatopluk Mrázek, asistent Kurt Uberal.